# Rhododendron luhuoense
Rhododendron luhuoense är en ljungväxtart som beskrevs av H.P. Yang. Rhododendron luhuoense ingår i släktet rododendron, och familjen ljungväxter. Inga underarter finns listade i Catalogue of Life.